# مجنون (فیلم ۱۴۰۲)
مجنون فیلم ایرانی به کارگردانی مهدی شامحمدی و تهیه‌کنندگی عباس نادران محصول سال ۱۴۰۲ است. داستان فیلم به بخش‌هایی از زندگی مهدی زین‌الدین و برادرش مجید می‌پردازد که در جریان جنگ ایران و عراق با راهبری لشکر ۱۷ علی بن ابی‌طالب بخشی از عملیات خیبر را در جزیرهٔ مجنون پیش بردند. سجاد بابایی در این فیلم ایفای نقش مهدی زین‌الدین را بر عهده دارد. مجنون محصول سازمان هنری رسانه‌ای اوج است و نخستین‌بار در چهل و دومین جشنوارهٔ فیلم فجر نمایش داده شد.

## نگارخانه

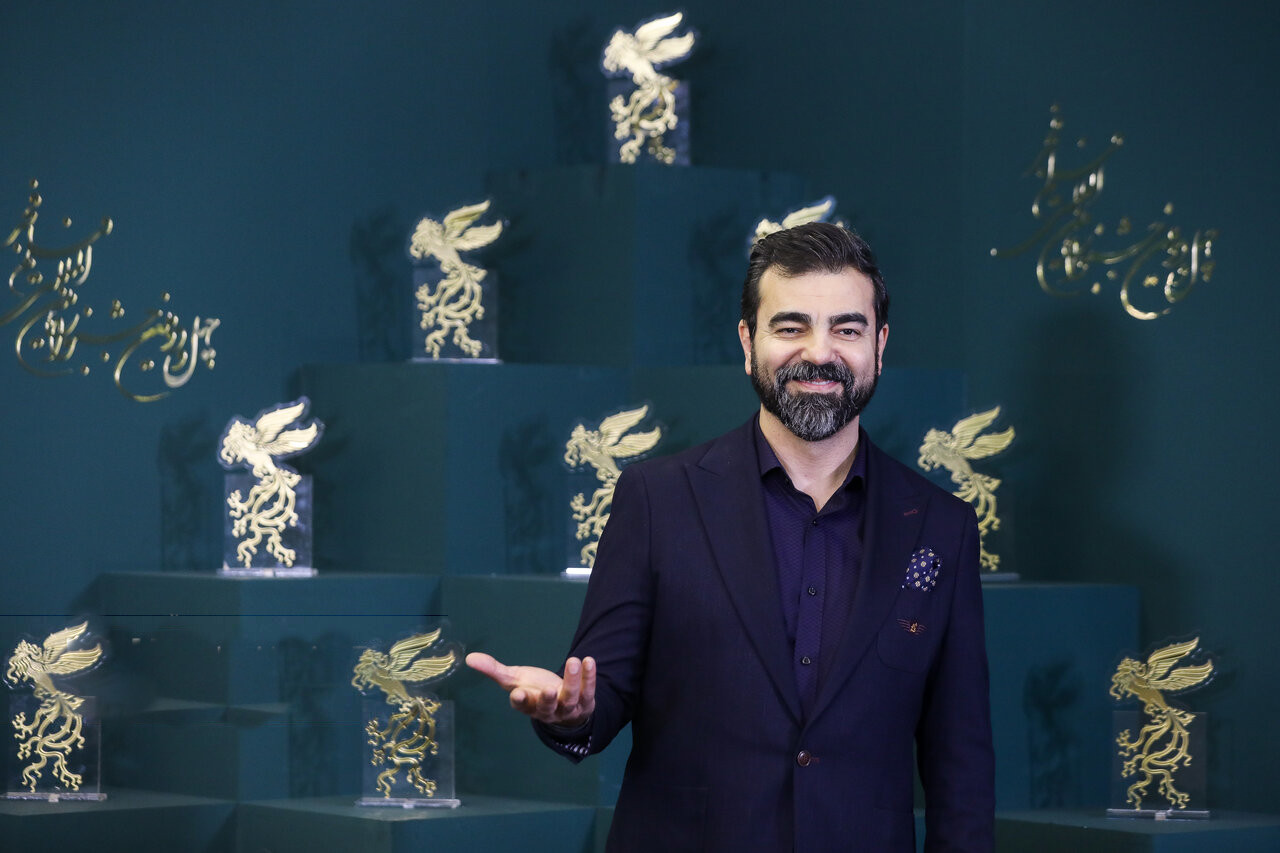
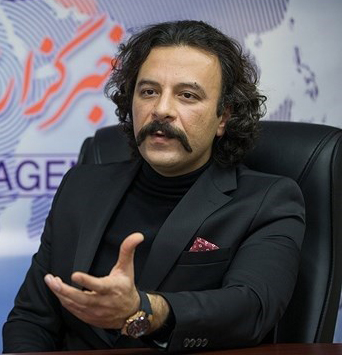
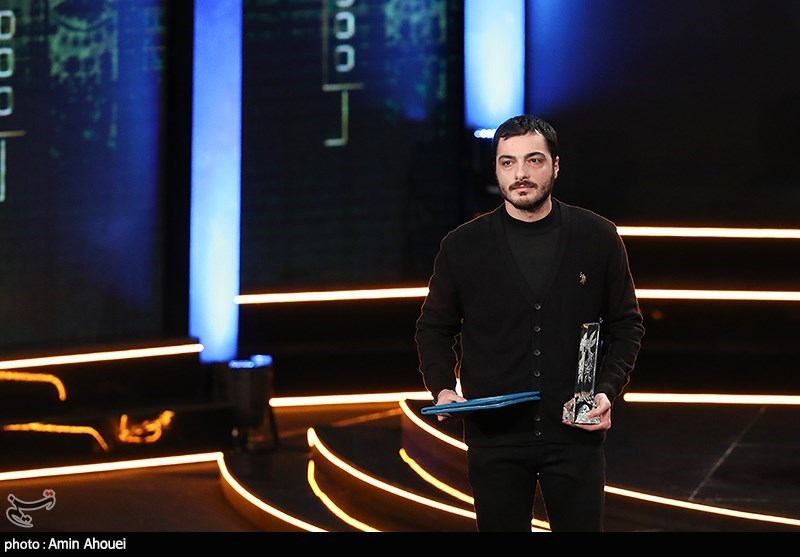
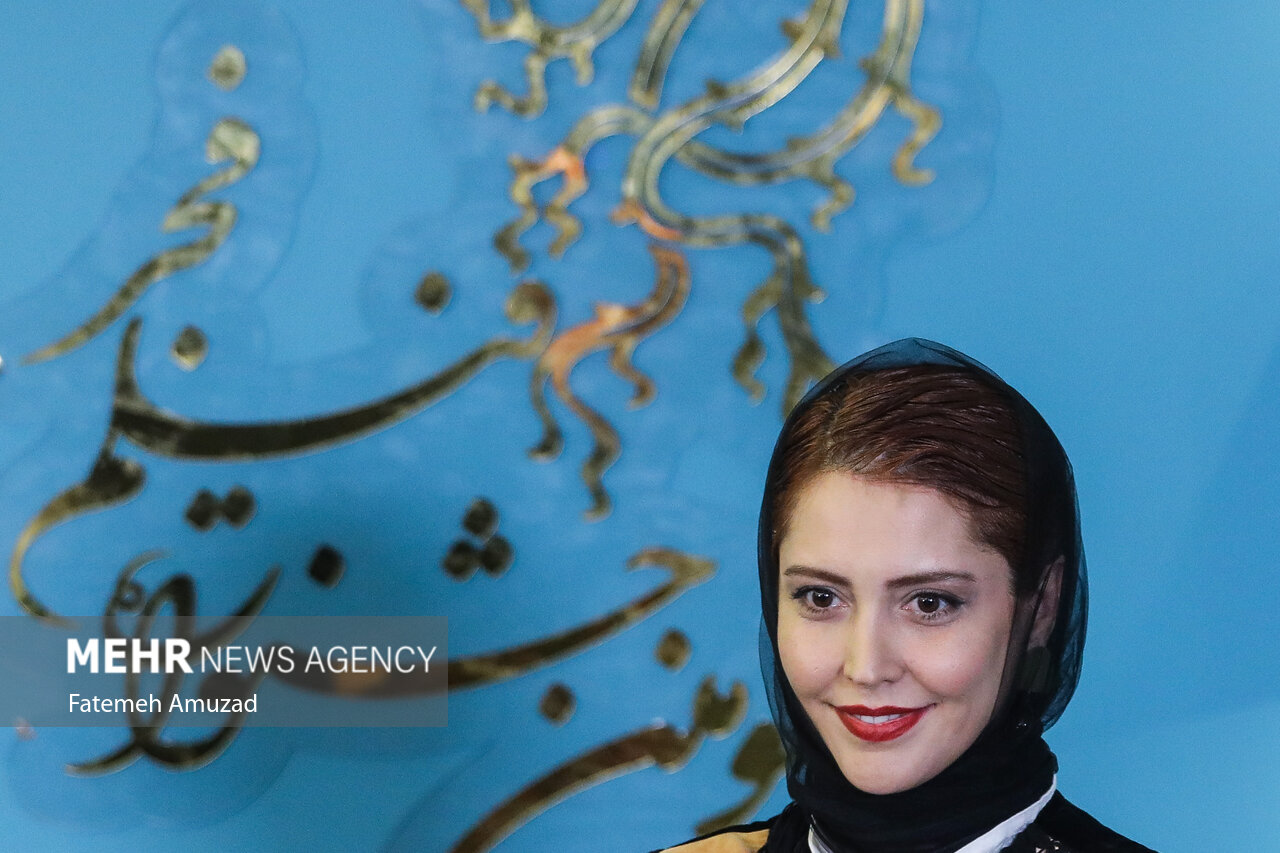
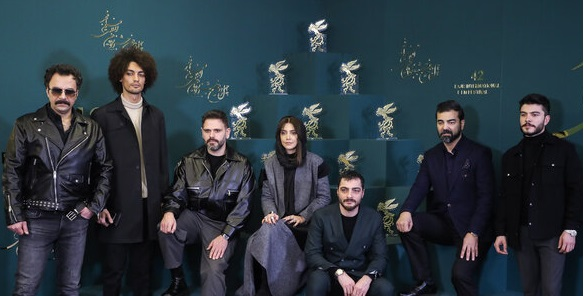

## بازیگران

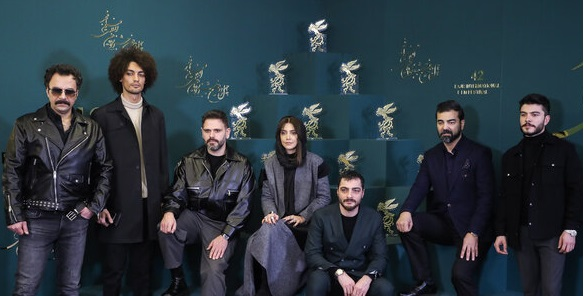
بازیگران فیلم مجنون

- سجاد بابایی
- حسام منظور
- بهزاد خلج
- شبنم قربانی
- افشین حسنلو
- مهدی حسینی
- محمد رشنو
- محمد رسول صفری

## جوایز و افتخارات

### جشنواره فیلم فجر
| مراسم                        | تاریخ برگزاری | رده                        | نامزد            | نتیجه    | منبع        |
| ---------------------------- | ------------- | -------------------------- | ---------------- | -------- | ----------- |
| چهل و دومین جشنواره فیلم فجر | ۲۲ بهمن ۱۴۰۲  | بهترین جلوه‌های ویژه بصری   | کامیار شفیع‌پور   | نامزدشده | [ ۳ ] [ ۴ ] |
| چهل و دومین جشنواره فیلم فجر | ۲۲ بهمن ۱۴۰۲  | بهترین جلوه‌های ویژه میدانی | ایمان کرمیان     | نامزدشده | [ ۳ ] [ ۴ ] |
| چهل و دومین جشنواره فیلم فجر | ۲۲ بهمن ۱۴۰۲  | بهترین طراحی صحنه          | بهزاد جعفری طادی | نامزدشده | [ ۳ ] [ ۴ ] |
| چهل و دومین جشنواره فیلم فجر | ۲۲ بهمن ۱۴۰۲  | بهترین صدابرداری           | هادی ساعد        | نامزدشده | [ ۳ ] [ ۴ ] |
| چهل و دومین جشنواره فیلم فجر | ۲۲ بهمن ۱۴۰۲  | بهترین صداگذاری            | علیرضا علویان    | نامزدشده | [ ۳ ] [ ۴ ] |
| چهل و دومین جشنواره فیلم فجر | ۲۲ بهمن ۱۴۰۲  | بهترین موسیقی متن          | مجید انتظامی     | برنده    | [ ۳ ] [ ۴ ] |
| چهل و دومین جشنواره فیلم فجر | ۲۲ بهمن ۱۴۰۲  | بهترین تدوین               | حمید نجفی‌راد     | نامزدشده | [ ۳ ] [ ۴ ] |
| چهل و دومین جشنواره فیلم فجر | ۲۲ بهمن ۱۴۰۲  | بهترین بازیگر مکمل مرد     | بهزاد خلج        | برنده    | [ ۳ ] [ ۴ ] |
| چهل و دومین جشنواره فیلم فجر | ۲۲ بهمن ۱۴۰۲  | بهترین بازیگر مکمل زن      | شبنم قربانی      | برنده    | [ ۳ ] [ ۴ ] |
| چهل و دومین جشنواره فیلم فجر | ۲۲ بهمن ۱۴۰۲  | بهترین بازیگر اول مرد      | سجاد بابایی      | نامزدشده | [ ۳ ] [ ۴ ] |
| چهل و دومین جشنواره فیلم فجر | ۲۲ بهمن ۱۴۰۲  | بهترین کارگردانی           | مهدی شامحمدی     | نامزدشده | [ ۳ ] [ ۴ ] |
| چهل و دومین جشنواره فیلم فجر | ۲۲ بهمن ۱۴۰۲  | بهترین فیلم اول            | عباس نادران      | نامزدشده | [ ۳ ] [ ۴ ] |
| چهل و دومین جشنواره فیلم فجر | ۲۲ بهمن ۱۴۰۲  | بهترین کارگردان اول        | مهدی شامحمدی     | نامزدشده | [ ۳ ] [ ۴ ] |
| چهل و دومین جشنواره فیلم فجر | ۲۲ بهمن ۱۴۰۲  | بهترین فیلم                | عباس نادران      | برنده    | [ ۳ ] [ ۴ ] |